# تپه قره چورلو
تپه قره چورلو مربوط به عصر آهن - دوره اشکانیان است و در شهرستان هشترود، بخش مرکزی، روستای کله گرد واقع شده و این اثر در تاریخ ۱۹ مرداد ۱۳۸۴ با شمارهٔ ثبت ۱۲۷۸۸ به‌عنوان یکی از آثار ملی ایران به ثبت رسیده است.